# Csádi polgárháború
A csádi polgárháború vagy első csádi polgárháború egy katonai konfliktus volt Afrikában, 1965-től 1979-ig tartott. A háborút az váltotta ki, hogy François Tombalbaye autokratikus és tekintélyelvű rendszere ellen fellázadtak az arab kisebbségiek, ami miatt az országgal északon határos Líbia beleavatkozott a háborúba, habár egyelőre csak háttérbeli támogatóként. Később a Toyota-háborúban viszont Líbia és Csád között tényleges katonai konfliktus alakult ki. A háború alatt Tombalbaye merénylet áldozata lett, és katonai kormányzat lépett érvénybe Félix Malloum vezetésével.

## Előzmények
1960 augusztusában Csád elnyerte függetlenségét Tombalbaye vezetésével. Az országnak minimális volt az infrastruktúrája, kevés szilárd burkolatú útja és jól kiépített vasútvonala volt. Az ország pamutexportja jelentős volt, továbbá a volt anyaországtól, Franciaországtól nagyobb támogatást kapott. François Tombalbaye elnök azonban egyszerre biztosította tekintélyelvű rendszerét, betiltotta az összes pártot a sajátján kívül. Rasszista és korrupt politikája miatt az ország tovább szegényedett, és ez megalapozta a nemzetiségi ellentéteket az országon belül. Rengeteg politikai foglyot megkínoztak és megöltek. 1965-ben Északon az arabok fegyveres harcot indítottak a rendszer ellen, amibe több nagyhatalom is beleszólt. 1975-ben Tombalbaye-t meggyilkolták, miután látványos lefokozásokat és előléptetéseket tett a hadseregben - ezzel elveszítette a rezsim iránt hűséges utolsó szövetséges tábort is. Rengeteg ellenzéki politikus Szudán Dárfúr tartományába menekült, a mai napig ott tevékenykednek.

## Csádi fegyveres erők és a francia támogatás
A csádi erők nagy részét a gyarmati rendszerből megmaradt veteránok alkották. 1964-ben a hadsereg mindössze 500 főből állt, ebből csak 200 volt, akit a franciák kiképeztek. A függetlenségtől egészen 1979-ig a Sara népcsoport volt az elsöprő többség a seregben. A csendőrség volt a legjobban képzett alakulat és Franciaország jelentős katonaságot tartott fent az országban. Mint a többi gyarmattal, úgy Csáddal is megegyeztek egy kölcsönös katonai szövetségben. N’Djamenában - akkori nevén Fort Lamy-ban - Tombalbaye aláírt egy szerződést a francia nagykövetségen, amelyben védelmet és támogatást kért arra az esetre, ha a tekintélyelvű rendszere bukásnak indulna. Hiába írták alá a szövetségi paktumokat, a Csád és Franciaország közötti kapcsolat attól még csekély volt. 1975-ig a teljes csádi légierőben csak francia katonák szolgáltak.

## A konfliktus kitörése
1965-ig francia egységek felügyelték az instabil helyzetben lévő Borkou-Ennedi-Tibesti északi régiót. Helyüket csádi bürokraták vették át, akik alig vagy egyáltalán semmilyen katonai és közigazgatási tapasztalattal és tudással nem rendelkeztek. Eközben a vidéki területeken nőtt a nyugtalanság az adónövekedés miatt. Tombalbaye bevételeinek növelésével próbálta megerősíteni kormánya csekély forrásait. Az adóbevételek jelentős elsikkasztása és a behajtók erőteljes intézkedései ellenszenvet váltottak ki.
1965-ben lázadások törtek ki, amikor Mangalméban 500 embert kivégeztek, köztük 9 országgyűlési képviselőt. A lázadások aztán 1966-ban átterjedtek több megyére is. A Fitri-tó közelében nyílt összecsapások zajlottak a civilek és a kormányerők között. Meg nem erősített francia jelentések szerint a csádi hadsereg falvakat pusztított el, a támadásokban 250–400 embert öltek meg. Ugyanebben az évben a csádi kormány megpróbálta előírni az élelmiszernövények termesztését a Borkou-Ennedi-Tibestiben.
Goukouni Oueddei elmenekült Líbiába.